# PDA
Персонален дигитален асистент или PDA (на английски: personal digital assistant), наричан и личен цифров помощник, е малко мобилно устройство без собствена клавиатура. PDA е познат още като джобен компютър (pocket computer) или палмтоп (palmtop computer, компютър за дланта). Днес тези устройства са масово заместени от смартфони, таблети и четци за Е-книги.
PDA е могъл да се използва за много неща:
- за калкулиране,
- като часовник и календар, за планиране на времето,
- като адресна книга
- за игри,
- за достъп до Интернет, разглеждане на уебстраници, получаване и изпращане на електронна поща;
- за текстообработка,
- за да се правят видеозаписи, за слушане на радио
- като глобална система за позициониране (GPS).

При развитието си, по-новите PDA устройства имат цветни екрани и аудиовъзможности, което прави възможно използването им като мобилни телефони (смартфони) или портативни медиа плейъри. Много PDA-устройства имат достъп до Интернет, интранет или външни мрежи чрез Wi-Fi или Wireless Wide-Area Networks (WWANs). Една от най-значимите характеристики на PDA е наличието на сензорен екран за докосване (touchscreen).

## Типични характеристики
Типичното PDA-устройство има сензорен екран за вход на данни, слот за карта с памет за съхраняване на данните и IrDA порт за връзка, който служи за високоскоростен обмен на данни. В по-новите PDA има интегрирани Wi-Fi и Bluetooth технологии.

### Сензорен екран
Много оригинални PDA-устройства, като Apple Newton и Palm Pilot, разполагат със сензорни екрани за връзка с потребителя и само няколко бутона, които обикновено се използват като shortcuts (икони за бърз достъп) за най-често използваните програми. Сензорните екрани на PDA, включват Windows Pocket PC устройства, обикновено имат подвижна писалка, която да се използва за докосване на екрана. Взаимодействието се осъществява чрез почукване с писалката върху екрана за активиране на бутони или менюта. Въвеждането на текст се осъществява по един от следните два начина:
• Използва се виртуална клавиатура в екрана за докосване. Въвеждането се осъществява чрез почукване върху буквите.
• Използва се буквено разпознаване или разпознаване на думи, където буквите или думите се изписват на екрана за докосване и след това се „транслират“ до буквите в текущото активирано текстово поле.
PDA устройствата за бизнес цели, включващи BlackBerry и Treo като допълнение към сензорния екран, имат пълни клавиатури и колелца за приплъзване с цел улесняване въвеждането на данни и навигацията като допълнение към сензорния екран. Има също сгъваеми клавиатури (пълен размер), които могат да се включат директно или се използва wireless технологията за интерфейс с PDA, което позволява нормално въвеждане на символи. BlackBerry имат и допълнителна функционалност.
По-новите PDA, като iPhone на Apple, включват нови потребителски интерфейси, използвайки други начини за въвеждане. iPhone използва технологията наречена Multi-touch, при която се използват пръстите за въвеждане, докато MacsturSoft предлага малко по-напреднала от технологията на Apple, различна версия на Multi-Touch.

### Картите с памет
Въпреки че по-старите PDA устройства нямат слотове за карти с памет, сега повечето имат или Secure Digital, и/или Compact Flash слотове. Въпреки че са разработени за памет SDIO и Compact Flash картите могат да се използват и за неща като Wi-Fi и Web камери. Някои PDA имат също и USB порт, основно за USB flash устройства.

### Свързване
Повечето модерни PDA имат безжична възможност за свързване чрез Bluetooth, една функционалност за мобилните устройства, чиято популярност нараства. Може да се използва за свързване, за клавиатури, за слушалки, GPS и много други аксесоари към PDA, също и за споделяне на файлове между PDA. Основно по-старите PDA, но и някои нови имат IrDA (инфрачервен) порт за свързване, които бавно излизат от употреба заради Bluetooth и Wi-Fi. Те позволяват комуникиране между два PDA, PDA и друго устройство с инфрачервен порт или между PDA и компютър с инфрачервен адаптер. Повечето универсални PDA клавиатури използват инфрачервени технологии, защото всички PDA имат такава, а и производството им е по-евтино.

### Синхронизация
Една от важните функции на PDA е синхронизацията на данните с персонален компютър. Това спомага поддържането на актуална информация съхранена във вашия софтуер, като Microsoft Outlook или ACT!. Синхронизирането на данните ви гарантира, че PDA има верния списък с контакти, срещи и писма, позволявайки на потребителите да имат достъп до същата информация през PDA, като от компютър.
Синхронизацията също предотвратява загубата на информация в случай, че устройството се изгуби, развали или счупи. Друго преимущество е, че въвеждането на данни е много по-бързо на компютър, тъй като въвеждането на текст чрез екрана за докосване не е много оптимизирано, все още. Трансферирането на данни към PDA чрез компютъра е много по-бързо от това да въведете всички данни ръчно на мобилното устройство.
Повече PDA притежават възможност за синхронизиране с компютър. Това се прави от софтуер за синхронизиране с мобилното устройство, като HotSync Manager, който е за устройства с Palm OS, Microsoft ActiveSync за по-старите версии на Windows или Windows Mobile Center за Windows Vista, които са за устройства с Windows Mobile.
Тези програми позволяват на PDA да бъде синхронизиран с Личния мениджър на информация (Personal information manager). Този личен мениджър на информация може да бъде въшна програма или вградена програма. Например BlackBerry PDA се продава с програмата Desktop Manager, която може да синхронизира и Microsoft Outlook и ACT!. Други PDA се продават само с техен собствен софтуер. Например някои по-ранни версии на PDA и с Palm OS PDA имат само Palm Desktop, докато по-късните като Treo 650 има способност за синхронизиране с Palm Desktop и/или Microsoft Outlook. Third-party синхронизационен софтуер е наличен за много PDA устройства от компании като Intellisync и CompanionLink. Този софтуер синхронизира тези мобилни утройства с други лични мениджъри на информация, които не се поддържат от производителя. Такива са GoldMine и Lotus Notes.

### Допълнителни настройки
Както при персоналните компютри, възможно е да инсталирате допълнителен софтуер на повечето PDA. Софтуерът може да се закупи или свали от Интернет, позволявайки на потребителите да персонализират PDA си. Пример за това може да бъде темата на дисплея на PDA. Почти всички PDA позволяват също и добавяне на някакъв хардуер. Най-често това е слот за карта с памет, който позволява на потребителите да получат допълнително и заменимо място за съхранение на данни на техните мобилни устройства. Има също така и миниатюрни клавиатури, които могат да бъдат свързани към повечето PDA за по-бързо въвеждане на данни. PDA с Bluetooth използват Bluetooth-enabled устройства като слушалки, компютърна мишка и сгъваема клавиатура.

## Използване
PDA се използват за съхраняване на информация, която е достъпна по всяко време и от всяко място.